# Christe lux mundi
Christe lux mundi är ett album från 2006 av Kommuniteten i Taizé. Albumet är inspelat i Taizés bykyrka 2005.

## Låtlista
1. Magnificat 3
2. Cantarei ao Senhor
3. Behüte mich, Gott
4. Sit nomen Domini
5. I am sure I shall see
6. Seigneur, tu gardes mon âme
7. Viešpatie, tu viską žinai
8. Fiez-vous en Lui
9. Cantate… canticum novum
10. Kyrie eleison 20
11. Frieden, Frieden
12. Que j’exulte et jubile
13. Christe lux mundi
14. Dominus Spiritus est
15. Kristus, din Ande
16. Bogoroditse Dievo 2